# Puch
Puch je bilo avtomobilsko podjetje s sedežem v Gradcu, Avstrija. 

## Zgodovina
Podjetje je leta 1889 ustanovil Janez Puh in ga je vodil do uradne upokojitve leta 1912. Od 1934 do leta 2001 je bilo podjetje del koncerna Steyr-Daimler-Puch A.G., tega leta pa je bila ustanovljena nova družba Magna Steyr (s polnim imenom Magna Steyr Fahrzeugtechnik GmbH & Co KG).

## Avtomobili
|     | slika | model            | proizvodnja                 | vrsta motorja           | delovna prostornina | moč motorja       |
| --- | ----- | ---------------- | --------------------------- | ----------------------- | ------------------- | ----------------- |
| 1.  |       | Puch 500         | 1957–1959                   | dvovaljni bokser        | 493 cm³             | 16 KM (11,8 kW)   |
| 2.  |       | Puch 500 D       | 1959–1962                   | dvovaljni bokser        | 493 cm³             | 16 KM (11,8 kW)   |
| 3.  |       | Puch 500 DL      | 1959–1962                   | dvovaljni bokser        | 493 cm³             | 19,8 KM (14,5 kW) |
| 4.  |       | Puch 700 Combi   | 1961–1969                   | dvovaljni bokser        | 650 cm³             | 25 KM (18,4 kW)   |
| 5.  |       | Puch 700 E Combi | 1961–1969                   | dvovaljni bokser        | 650 cm³             | 19,8 KM (14,5 kW) |
| 6.  |       | Puch 650 TR      | 1962–1964                   | dvovaljni bokser        | 650 cm³             | 27 KM (19,9 kW)   |
| 7.  |       | Puch 650 T       | 1962–1969                   | dvovaljni bokser        | 650 cm³             | 19,8 KM (14,5 kW) |
| 8.  |       | Puch 500 Sport   | 1969–1974                   | dvovaljni bokser        | 650 cm³             | 19,8 KM (14,5 kW) |
| 9.  |       | Puch 650 TR II   | 1965–1969                   | dvovaljni bokser        | 650 cm³             | 42 KM (30,9 kW)   |
| 10. |       | Puch G           | 1969–2000 (Mercedes-Benz G) | štirivaljni Ottov motor | 2.307 cm³           | 85–120 KM (67 kW) |

## Motocikli in mopedi
- Puch 250 R (1935)
- Puch N 500
- Puch 150 TL (ca.1953)
- Puch (1959)
- Puch 250 SGS (1968)
- Puch MV 50 S
- Puch MS 50

### Motocikli Tomos Puch
Po licenčni pogodbi s Steyer-Daimler-Puchom je proizvodni program Tomosa v začetku obsegal moped Puch MS 50, skuter Puch RL 125 in motorni kolesi Puch 250 SG oz. Puch 250 SGS. Leta 1956 so pričeli izdelovati motorno kolo Puch SV 157, kasneje sta skuter Puch RL 125 zamenjala zmogljivejša modela Puch SR in Puch 150.